# Marc Blitzstein
Marc Blitzstein (Filadèlfia (Pennsilvània), 2 de març, 1905 - Fort-de-France (Martinica), 22 de gener, 1964), va ser un compositor nord-americà que va combinar la crítica social anticapitalista amb l'encant i la comèdia. Va tenir més èxit amb els musicals "per a la troupe Orson Welles". També va aparèixer amb òperes i una versió anglesa de Die Dreigroschenoper , l'Òpera dels tres penics de Brecht/Weill.
Com a fill d'un banquer jueu ric que era progressista en temes socials però conservador en temes musicals, el talentós Blitzstein va prendre classes de piano d'Alexander Siloti a una edat primerenca. Va debutar professionalment als 21 anys amb el Primer Concert per a piano de Liszt, interpretat per l'Orquestra de Filadèlfia. Primer va estudiar composició al Curtis Institute of Music amb Rosario Scalero, després amb Nadia Boulanger a París (1926/27) i temporalment amb Arnold Schönberg a Berlín (1927). El 1933, ara establert a la ciutat de Nova York, Blitzstein es va casar amb la crítica i escriptora Eva Goldbeck, malgrat la seva homosexualitat, a qui devia molta inspiració artística. No obstant això, el matrimoni va ser problemàtic. De 1938 a 1949, Blitzstein va ser membre del Partit Comunista. També va treballar com a professor de música i com a autor de diaris d'esquerres com New Masses. Eva Goldbeck (nascuda el 1901 a Berlín) va morir d'anorèxia i càncer de mama el 1936, cosa que es va prendre seriosament a Blitzstein. Es va llançar a treballar en el seu musical The Cradle Will Rock, que, a l'estil d'un dibuix animat, mostra escenes de "Steeltown" i la lluita de la gent baixa d'allà contra la seva explotació. L'establisment va intentar aturar la representació, però l'obra es va representar més d'un centenar de vegades en la seva primera producció a diversos teatres de Broadway i de sobte va fer famós el seu creador (1937).
El director de teatre "Halli Flanagan", Orson Welles i Brooks Atkinson del New York Times descriuen Blitzstein com un compositor magistral i enèrgic que domina tots els artificis estilístics i que inspira a tots els participants a creure que el Jardí de l'Edèn està al seu abast immediat. El 1939, Blitzstein va conèixer Leonard Bernstein, cosa que va donar lloc a una estreta amistat i col·laboració. Blitzstein va servir a l'exèrcit durant la Segona Guerra Mundial; temporalment com a director musical de la radiodifusió nord-americana a Londres. La seva òpera de tres peniques basada en Brecht/Weill va tenir al voltant de 2.700 actuacions només als EUA durant els set anys des de 1954. El 1958, Blitzstein va ser convocat davant l'infame Comitè McCarthy. Va admetre la seva antiga pertinença al Partit Comunista, però es va negar a revelar noms o a cooperar d'una altra manera. En aquesta ocasió també va assenyalar que ara tenia dificultats considerables (Hongria el 1956!) amb la política comunista. Un any més tard, Blitzstein va llançar el musical Juno basat en Sean O'Casey. Per a Eric A. Gordon, Blitzstein va ser el primer compositor de teatre que va portar a l'escenari l'autèntica americanitat de totes les classes socials, des dels treballadors immigrants fins als caps. El 1959 va ser elegit membre de l'Acadèmia Americana de les Arts i les Lletres.
El gener de 1964, Blitzstein, un amic de la sexualitat "bruta", mentre estava de vacances a l'illa caribenya de Martinica, es va emborratxar una nit mentre feia un recorregut pels bars del port i es va trobar amb tres mariners locals més joves que el van despullar per la força, de la roba, el van robar i així successivament en un carrer solitari. Va ser colpejat brutalment i va morir a l'hospital l'endemà.
Blitzstein també va escriure música de cambra i orquestral; es pot trobar una llista completa al lloc web oficial. A continuació es mostren només les peces de teatre musical més importants. De vegades s'anomenen musicals, de vegades òperes.

## Obres (selecció)
- Triple-Sec, 1928
- The Harpies, 1931.
- The Condemned, 1932.
- The Cradle Will Rock, 1936.
- No for an answer, 1940.
- Regina, 1949.[12]
- The Threepenny Opera (de Brecht/Weill), 1954.
- Reuben Reuben, 1955.
- Juno, 1959.
- Idiots First, 1964 (de Bernard Malamud, inacabat).